# Ceraticelus
Ceraticelus é um gênero de aranhas da família Linyphiidae.